# Nathan Law
Nathan Law (Shenzhen, 13 luglio 1993) è un politico e attivista hongkonghese.
In qualità di ex-rappresentante studentesco è stato presidente del Consiglio di rappresentanza dell'Unione degli Studenti dell'Università di Lingnan, presidente ad interim della LUSU e segretario generale della Federazione degli Studenti di Hong Kong (HKFS). È stato uno dei capi delle proteste durante il Movimento degli Ombrelli nel 2014. È stato tra i fondatori nonché il presidente dal 2016 al 2018 di Demosistō, un partito politico pro democrazia nato a seguito delle proteste del 2014.
Il 4 settembre 2016, all'età di 23 anni, Law fu eletto come legislatore di Hong Kong, diventando così il più giovane della storia a far parte del Consiglio legislativo dell'isola. A causa del controverso giuramento che tenne durante l'assemblea inaugurale del Consiglio, la sua carica venne ostracizzata dal governo, provocandone la cessazione il 14 luglio del 2017. Per via della sua leadership del movimento Occupy Center, è stato incarcerato per un breve periodo e incriminato per aver organizzato e preso parte a Hong Kong alla veglia in ricordo della protesta di piazza Tienanmen che si è rivelata essere un massacro.
A seguito dell'attuazione della legge sulla sicurezza nazionale imposta dal governo centrale cinese, il 2 luglio 2020 ha annunciato di aver lasciato Hong Kong.
È stato dei promotori dell’"opposizione all'avanzata del regime comunista cinese in Italia", insieme a Giulio Terzi di Sant'Agata, Federico Mollicone e Lucio Malan, protestando davanti alla Farnesina durante l’incontro di Luigi Di Maio con Wang Yi per il 5G. Nel luglio 2023, la polizia di Hong Kong ha offerto una ricompensa di 1 milione di HKD (127.644 USD; 100.581 GBP £) per informazioni che portassero alla cattura di otto importanti attivisti democratici con sede all'estero, tra cui Nathan Law, ricercati per crimini contro la sicurezza nazionale.

## Biografia

### Giovinezza
Law nacque il 13 luglio 1993 a Shenzhen, Cina, da padre di Hong Kong e madre della Cina continentale. Si trasferì a Hong Kong con sua madre per una riunione di famiglia all'età di circa sei anni. Frequentò la HKFEW Wong Cho Bau Secondary School della città e conseguì la laurea in Studi culturali alla Lingnan University. Nel 2019 accettò una borsa di studio presso l'Università di Yale.

### Attivismo studentesco
Law è stato un convinto attivista e già nel 2013 partecipò allo sciopero del porto di Hong Kong. In seguito ha preso parte al Consiglio di rappresentanza dell'Unione degli studenti dell'Università di Lingnan ed è stato eletto come segretario generale della Federazione degli Studenti di Hong Kong (HKFS). Durante le Proteste a Hong Kong del 2014, note anche come Rivoluzione degli ombrelli, divenne uno dei capi del Movimento e fu uno dei cinque rappresentanti studenteschi a prendere parte a un dibattito televisivo con alcuni membri del governo, tra cui l'allora caposegretaria Carrie Lam. Fu anche uno dei tre rappresentanti studenteschi delle proteste Occupy Central a cui venne revocato il passaporto e fu vietato di volare a Pechino dove avevano intenzione di portare avanti la loro battaglia politica per un effettivo suffragio universale.
Successivamente, venne eletto segretario generale della Federazione degli studenti di Hong Kong, dal 2015 al 2016.

### Fondazione di Demosisto
Nell'aprile del 2016, Law e altri capi del Movimento degli Ombrelli, incluso Joshua Wong, fondarono un nuovo partito politico, Demosisto, con lo scopo di lottare per l'autonomia di Hong Kong e i diritti dei suoi abitanti, specie in vista del termine dell'accordo "una Cina, due sistemi" previsto per il 2047.

### Eletto nel Consiglio legislativo
Nello stesso periodo, si candidò per le elezioni del Consiglio legislativo cittadino. Ricevette 50.818 voti, classificandosi secondo nelle preferenze fra i candidati in lizza per i 6 seggi disponibili: diveniva così, a soli 23 anni, il più giovane legislatore della storia di Hong Kong. In tale circostanza, affermò che la gente aveva votato per un nuovo corso e per avere un futuro democratico: "dobbiamo realizzare il desiderio degli abitanti di Hong Kong di decidere sul proprio futuro".
Durante la cerimonia inaugurale del Consiglio legislativo, Law e altri membri misero in atto una protesta. Nathan in particolare iniziò il proprio discorso affermando che la cerimonia era ormai diventata uno "strumento politico" del regime, aggiungendo: "voi potete incatenarmi, potete torturarmi, potete anche distruggere il mio corpo, ma non imprigionerete mai la mia mente".
Il giuramento venne convalidato, ma Sixtus Leung e Yau Wai-ching, che misero in atto un simile controverso giuramento, vennero osteggiati legalmente dall'allora capo del governo di Hong Kong Leung Chu-ying e dal segretario alla Giustizia Rimsky Yuen. Il 7 novembre 2016 il Comitato permanente del Congresso nazionale del popolo cinese interpretò l'articolo 104 dell'Hong Kong Basic Law, riguardante la procedura standard di presentare il giuramento, e fece decadere i due dalle loro cariche. La stessa sorte sarebbe toccata di lì a poco a Nathan Law, insieme a Lau Siu-lai, Yiu Chung-yim e Leung Kwok-hung.

## Incarcerazione
Law e altri due rappresentanti studenteschi pro-democrazia, Joshua Wong e Alex Chow, furono condannati dai 6 agli 8 mesi di prigionia: la condanna scattò il 17 agosto 2017, per l'accusa di aver assaltato la Piazza Civica nel 2014, di fronte al parlamento, durante una protesta che diede il via ai 79 giorni di presidio conosciuti come Occupy Central. La sentenza inoltre arrestò la loro precoce carriera politica dal momento che venne loro interdetto ogni pubblico ufficio per 5 anni. Law venne detenuto nell'istituto correttivo di media sicurezza Tong Fuk, sull'isola di Lantau.
Il 24 ottobre del 2017 a Nathan Law e Joshua Wong venne garantito il rilascio su cauzione dal giudice capo Geoffrey Ma, mentre Alex Chow non accettò e continuò il periodo di reclusione. Law e Wong dovettero scontare anche un breve periodo agli arresti domiciliari nelle loro abitazioni di Hong Kong. In seguito, durante un programma radiofonico, Law disse che uno dei suoi sostenitori aveva chiamato il figlio nato in seguito al Movimento degli Ombrelli con il termine cinese per "aspirazione", per non dimenticare il desiderio di aiutare Hong Kong.

## Candidatura al premio Nobel per la pace
Il 1º febbraio 2018, un gruppo bipartisan di legislatori statunitensi, guidato dal senatore Marco Rubio, presidente del Congressional-Executive Commission on China, annunciò di avere nominato Joshua Wong, Nathan Law, Alex Chow e l'intero Movimento degli ombrelli per il premio Nobel per la pace di quell'anno. Come motivazione, si legge: "per i loro sforzi pacifici volti a raggiungere riforme politiche e per proteggere l'autonomia e le libertà garantite a Hong Kong dalla Dichiarazione congiunta sino-britannica".

## Esilio volontario
A seguito alla promulgazione della Legge sulla sicurezza nazionale di Hong Kong, imposta da Pechino il 30 giugno 2020, il gruppo politico Demosisto è stato sciolto per i timori legati a condanne ed estradizioni. Pochi giorni dopo, Nathan Law ha annunciato di aver lasciato Hong Kong per proteggere la propria persona. In diversi messaggi ha esortato la comunità internazionale a continuare con il proprio sostegno ai manifestanti, affermando di non sapere quando potrà fare ritorno nella propria città: "Dopo questo addio, non so se e quando potrò mai tornare. Non dimenticherò mai lo scintillio di Hong Kong vista dall'aereo".